# Luísa Margarida de Barros Portugal
Luísa Margarida Portugal de Barros (Santo Amaro da Purificação, 13 de abril de 1816 — Paris, 14 de janeiro de 1891), foi uma nobre brasileira, notável preceptora das princesas D. Isabel e D. Leopoldina do Brasil, e uma das mais vivazes figuras femininas brasileiras do século XIX e também da corte do rei Luís Filipe I da França. Na França, era por casamento, Condessa de Barral, e no Brasil, Condessa de Pedra Branca.

## Biografia

### Família

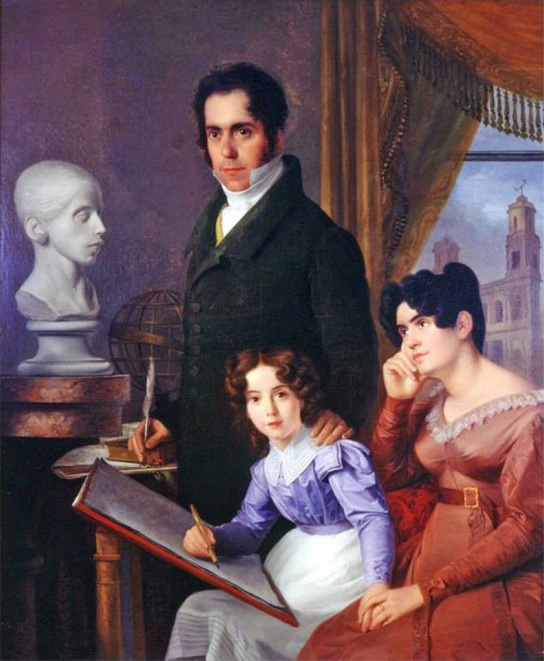
Luisa com os pais, logo após a morte do irmão, Domingos (personificado no busto à esquerda).

Luísa era a segunda filha do baiano Domingos Borges de Barros, o visconde de Pedra Branca, estadista do primeiro reinado, e de sua esposa Maria do Carmo Gouveia Portugal, descendente de tradicionais famílias portuguesas.
A segunda filha do visconde de Pedra Branca, e seu irmão Domingos (com pouco mais de um ano de diferença), receberam todo o tratamento das crianças da elite do recôncavo baiano, crescendo cercados de mimos e atenção.

## Formação
Desde cedo, vivia com a família entre o Brasil e a França. Seu pai, Visconde de Pedra Branca, deu aos dois filhos uma educação esmerada, assim como a dele, ainda cedo iniciaram o aprendizado tendo como primeira professora, a mãe, Maria do Carmo. Com cartilhas de alfabetização e de religião, seus primeiros ensinamentos vieram acompanhados de valores e de princípios éticos, como a benevolência e o gosto pelo belo, aprendiam as orações cristãs, tabuada, os artigos, preposições e verbos. Também cresceram cercados dos muitos livros da enorme biblioteca de seu pai, cujo incentivo permitiu aos irmãos evoluírem rapidamente no aprendizado passando para a ambos os filhos tal herança cultural.

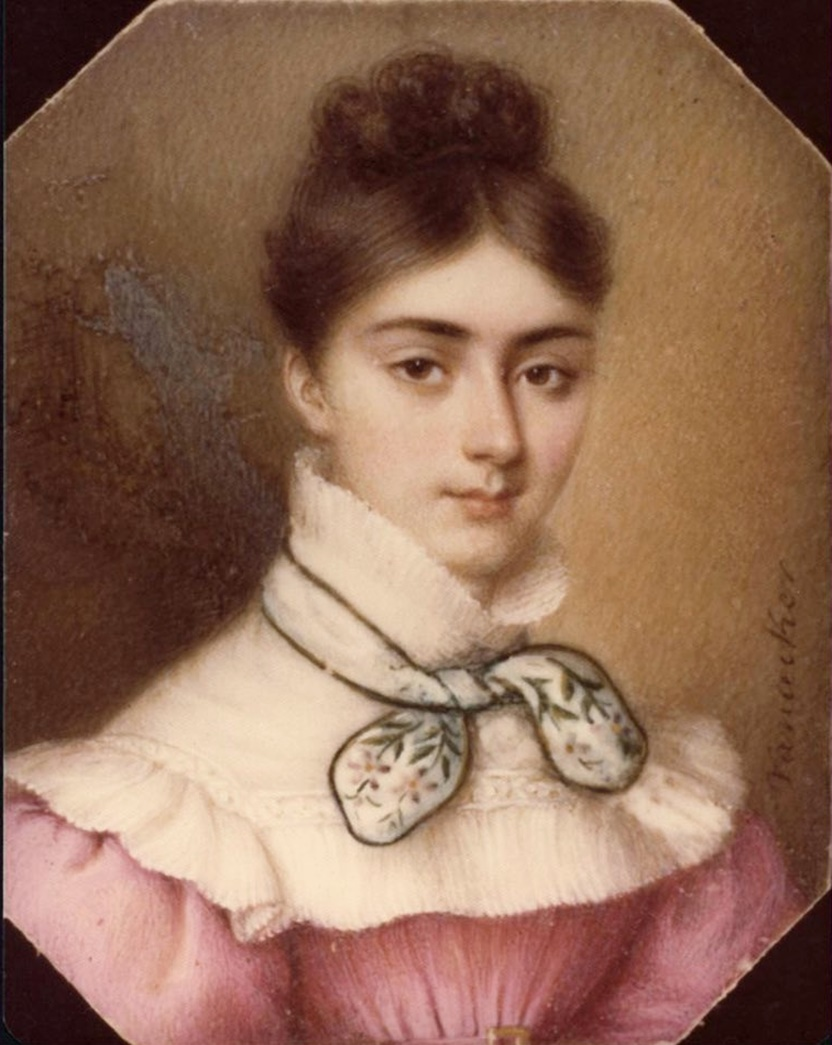
Retrato da Condessa Luísa de Barral na juventude.

Em fevereiro de 1825 na cidade de Paris, Luísa perde seu irmão que se encontrava com a saúde frágil, Alguns anos mais tarde ela também perderia sua mãe. A dor do luto abateu a família. Com a morte do filho varão, Luísa passou a concentrar as atenções do pai, bem como as expectativas da família. 
Foi uma criança precoce de inteligência, herdou do pai a cultura e a firmeza de caráter. Sempre chamou atenção nos lugares em que frequentava por meio de sua erudição. Adquiriu vários conhecimentos: falava e escrevia fluentemente as principais línguas, escrevia com desenvoltura, ampliou sua vasta cultura por meio das diversas viagens na companhia dos pais.
Outra característica marcante em Luísa e que é apontada por biógrafos, era sua personalidade forte e seu viés de humor. Ora belicosa, seu humor ácido é constantemente demonstrado em cartas e salientado pelos que conviviam mais estreitamente com ela. A escrita em seus diários também expõe uma Luísa extremamente feminina, educada, culta e politizada que carregava consigo a fórmula para obter sucesso aonde quer que fosse. Ousada também, em defender o abolicionismo, pensava em dinheiro de forma moderna.

### Casamento
Aos doze anos seu casamento foi acordado entre seu pai e o amigo deputado Miguel Calmon du Pin e Almeida, que nessa época já estava com 32 anos. Quando Luísa atingiu 19 anos, chega o momento de concretizar o antigo acordo das núpcias. No entanto, Luísa resolve reivindicar o direito de escolher por si o próprio destino. afirmando que a união não condizia com sua vontade. Seu pai convencido tratou de encontrar meios para desfazer o contrato de casamento pré-estabelecido com o deputado.
Luísa então desposou Eugênio de Barral, conde de Barral, parente distante de Alexandre de Beauharnais, Visconde de Beauharnais, primeiro marido de Josefina de Beauharnais, a famosa esposa de Napoleão Bonaparte. Isso fazia dele primo em 5º grau da segunda Imperatriz do Brasil e esposa de D. Pedro I, D. Amélia de Leuchtenberg, e passou a viver na corte do rei Luís Filipe I.  Não demorou muito para que seu pai gostasse demasiado do genro. 
Depois de muito tempo casada e com dificuldades de engravidar o casal tem o filho único, Horace Dominique, o qual contrairia matrimônio com Maria Francisca de Paranaguá, filha do 2.° marquês de Paranaguá.

### Vida na corte
Com o seu casamento, ela se tornou amiga pessoal e dama de companhia de D. Francisca de Bragança, a princesa de Joinville, irmã de D. Pedro II. Quando a madrasta do imperador, D. Amélia de Leuchtenberg, recusou a tarefa de ser preceptora de suas duas filhas, D. Francisca indicou Luísa Margarida Portugal de Barros ao imperador.
Após uma longa negociação e a certificação de seus direitos e poderes, Luísa aceitou o posto. Momentaneamente distanciada do marido, Eugênio, e acompanhada de seu filho, transferiu-se para o Rio de Janeiro.
A condessa passou a residir em uma casa alugada, uma vez que, por ter uma família, não poderia se contentar com um apartamento no Palácio de São Cristóvão. Foi, também, nomeada dama de companhia de D. Teresa Cristina em setembro de 1855, apesar de que a verdadeira companheira da imperatriz fosse Josefina da Fonseca Costa.
Luísa Margarida tratou logo de estabelecer sua autoridade no palácio, um local em que o poder era muito disputado, e por isso causou a fúria de muitos dos funcionários mais interesseiros. Possuía personalidade exuberante, ar assertivo, inteligência, era também além de muito bela física, bastante católica. Dotada de cultura sólida e amiga de intelectuais e celebridades da época, como Franz Liszt e o conde de Gobineau, a condessa servia de intermediária entre o imperador e muitos intelectuais, com os quais D. Pedro II trocou vasta correspondência.
Não há provas conclusivas sobre o boato de um possível caso entre ela e o imperador Dom Pedro II tenha de fato acontecido. As poucas correspondências remanescentes entre eles levam à dúvida de que se houve algum sentimento entre ambos, tenha sido meramente platônico. Afinal, apesar de moderna, Luísa Margarida demonstrava ser uma católica rígida.
O que se sabe é que D. Pedro II teria mantido romances com outras mulheres, como a condessa de Villeneuve, a madame de La Tour e Eponina Otaviano. As duas primeiras inclusive amigas pessoais da condessa.
A Condessa como preceptora das princesas Isabel e Leopoldina, ofereceu as suas pupilas os melhores mestres de que dispunha o Império e não perdia uma oportunidade de lançar uma lição que viesse enriquecer a bagagem cultural das mesmas.
Em 1865, um ano após o casamento das princesas ela entende que terminou seu trabalho como preceptora e retorna a França, reabre seu salão literário e restabelece o convívio com a elite cultural parisiense.
Com a morte do conde de Barral, em 1868, a Condessa fica viúva e tomando as rédeas das decisões, retoma os ideais abolicionistas do seu pai. Por cláusula testamentária, concedeu alforria a muitos cativos. Realizou os desejos do pai, alforriando as mães de seis filhos. No ano anterior, já declarara livres os nascituros de todas escravas em seu engenho, antecipando a realização do principal objetivo da Lei Rio Branco, conhecida como Lei do Ventre Livre, promulgada três anos depois. 
Muito antes de começar no país, em 1880, o movimento popular em prol da abolição, Luísa já havia libertado todos os escravos que ainda estavam em seus engenhos. É tida também como uma das responsáveis por influenciar ideais abolicionistas na formação da Princesa Imperial D. Isabel.

## Últimos anos

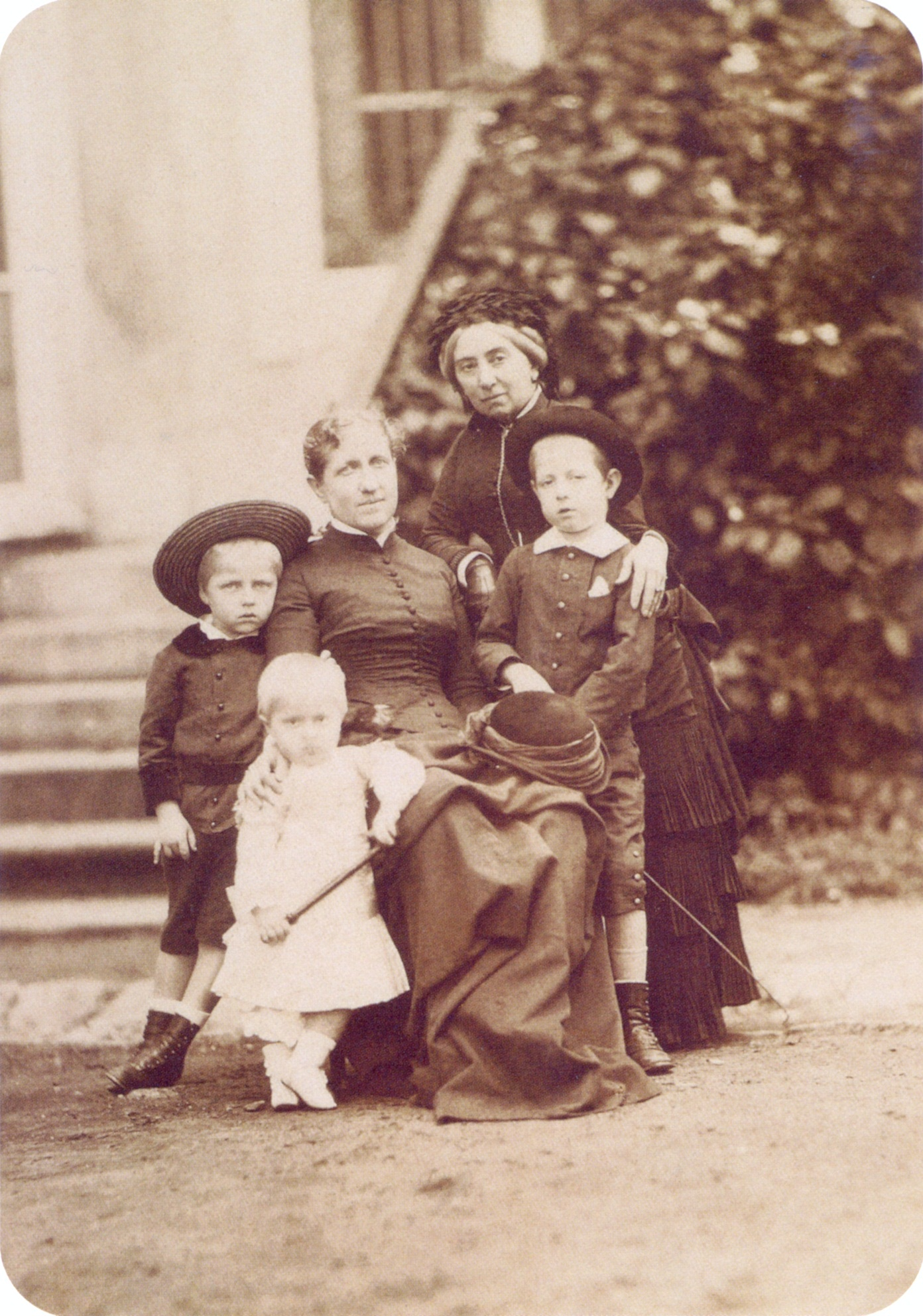
D. Isabel exilada com seus filhos em Voiron na residência da Condessa de Barral, 1890.

O relacionamento de amizade com a família imperial perdurou mesmo após o duro golpe da queda da Monarquia em 1889, complacente com a dor da família, Luísa une-se a eles no exílio e os convida para uma temporada em sua residência em Voiron.
A Condessa trocava com frequência cartas com o imperador D. Pedro II e também sua filha D. Isabel lhe enviando conselhos, encomendas e muitas orientações educativas para instrução dos filhos.
Os imperadores encontraram-se com a amiga nas duas viagens que empreenderam à Europa, em 1870 e 1887, e nos últimos meses de vida, quando, viúvo e exilado, o imperador D. Pedro II visitou algumas vezes sua residência, em Cannes.

A condessa de Barral viria a falecer poucos meses antes do imperador.

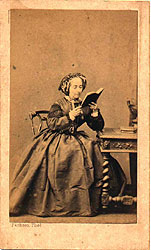
A condessa já em idade avançada.

### Filantropia
Alguns meses após o nascimento de seu filho, uma terrível epidemia de cólera em 1855 assolou a Bahia, com o cólera contabilizando centenas de vítimas. Em muitos casos os pais acabavam sucumbindo da doença, deixando suas crianças totalmente desprotegidas, a mercê da sorte. Aconselhada a resguardar-se com seu bebê no engenho, pois a epidemia atingia os campos em menor escala. Deparando-se com o estado de precariedade e medo dos órfãos imediatamente optou por ficar e socorrê-los. Estabeleceu uma forma de angariar donativos com outras senhoras da sociedade e fixou lugar para montar um abrigo a fim de receber as crianças desvalidas.

### As cartas
Na década de 1940, o conde de Barral, seu neto, doou ao Museu Imperial de Petrópolis as cartas trocadas entre sua avó, o imperador e demais membros da família imperial brasileira.

## Galeria

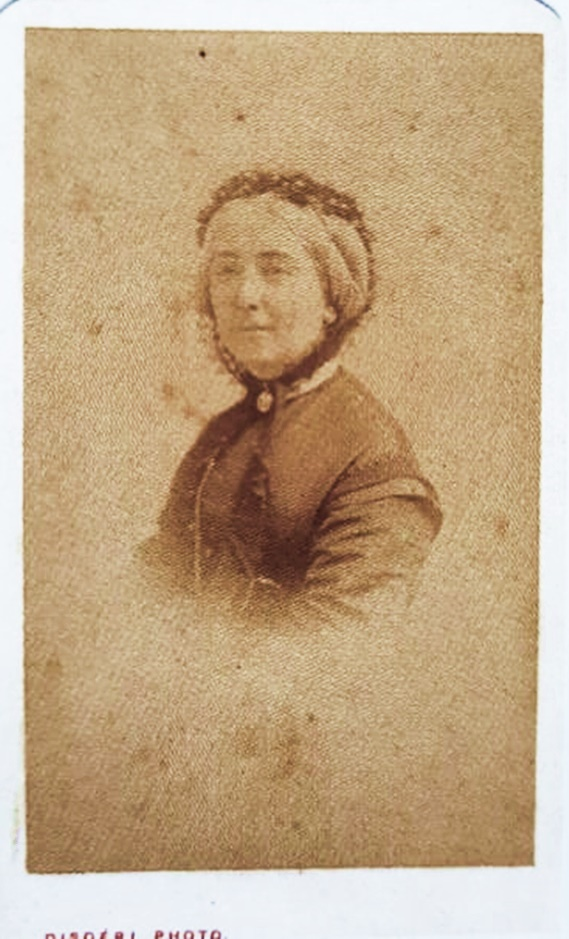
Luísa Margarida Portugal de Barros, Condessa Viúva de Barral

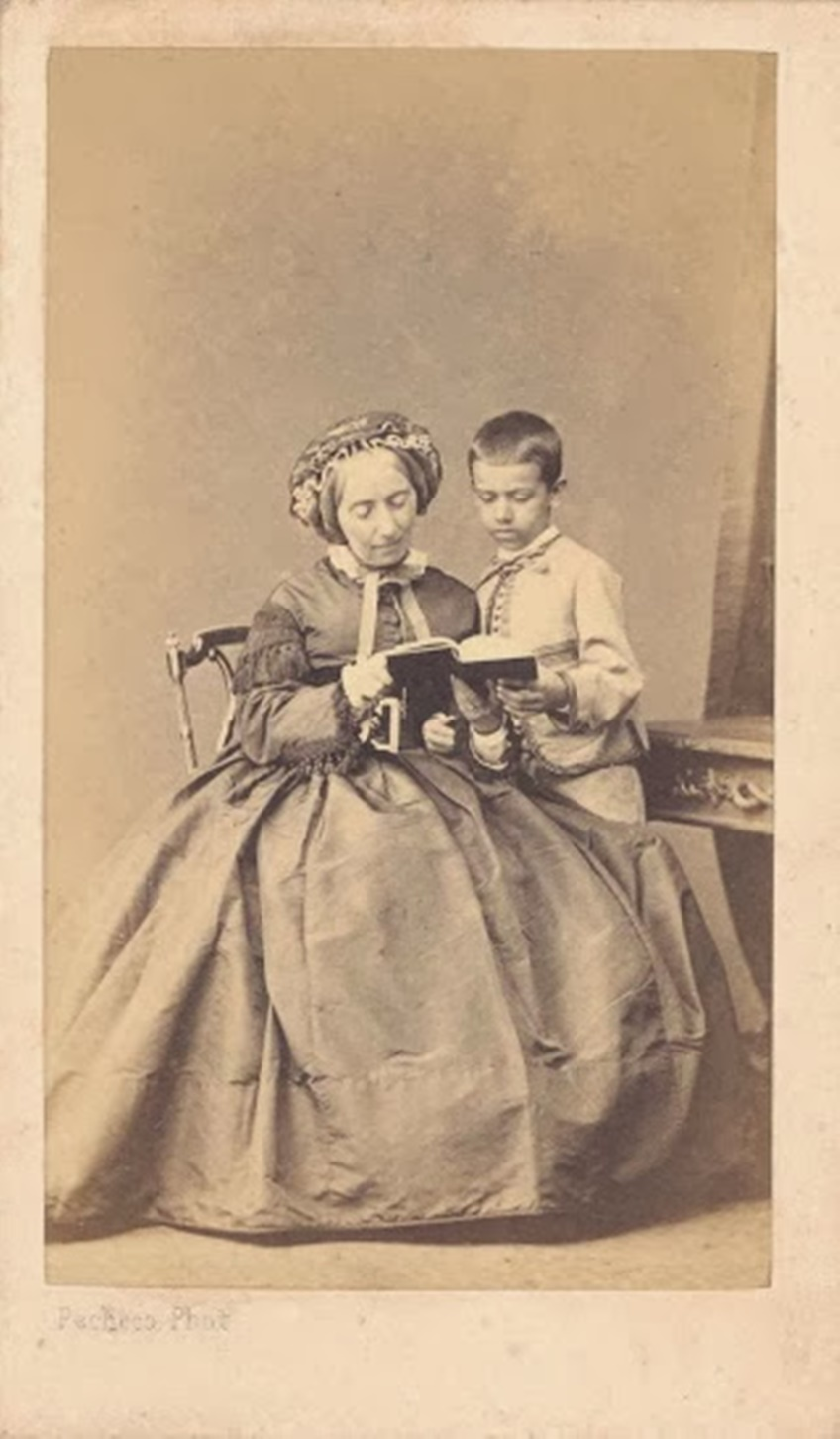
A Condessa, com seu filho Horace Dominique de Montferrat-Barral

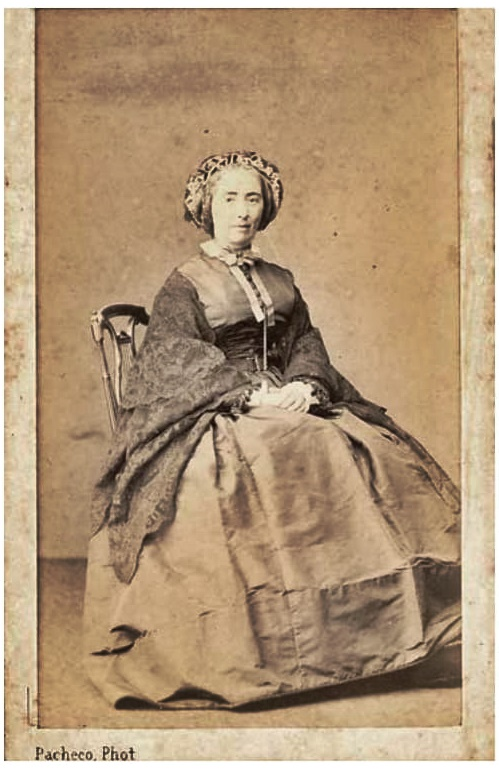
Luísa Margarida de Barros Portugal, Condessa de Pedra Branca, Condessa de Barral e Marquêsa de Montferrat